# Al-Qaffay
Al Qaffay és una illa deshabitada i sense més interès que estratègic i ecològic, de l'Emirat d'Abu Dhabi (Emirats Àrabs Units) a la costa de l'emirat, a uns 27 km de la costa del sud de Qatar, i de la de l'oest de la ciutat d'Abu Dhabi. La superfície de l'illa principal és de 3 km² i l'elevació màxima és de 9 metres.
Està formada per l'illa principal i dos illots més a la part occidental que junt amb algunes roques protegeixen una espècie de llac amb abundància de manglars. Al sud-oest té l'illa de Ras Siyat, a l'est les roques d'Umm al-Anbar, al nord-est l'illa Makasit, i al sud l'illa Muhayimat i els esculls Fasht Azizi.
A l'illa viu una espècie de falcó (Falco concolor) i hi ha almenys cinc parelles d'àguila peixatera (Pandion haliaetus); també s'hi aturen moltes aus migratòries. La fauna marina no ha estat estudiada.
L'illa fou habitada fa uns 7 mil anys, ja que s'ha trobar una cisterna de 6,5 x 3 metres i 3 metres de fondària, així com altres objectes de la mateixa època, però encara no s'ha fet una recerca arqueològica completa. La manca d'aigua va portar segurament al seu despoblament.
La latitud és 24 graus 35 minuts 13 segons nord i longitud 51 graus 43 minuts 41 segons est